# Torrecilla del Monte
Torrecilla del Monte es un municipio de España, en la provincia de Burgos, Comunidad autónoma de Castilla y León. Tiene un área de 14,93 km² con una población de 70 habitantes (INE 2007) y una densidad de 4,69 hab/km².
Fronteriza al norte con Madrigalejo del Monte y Madrigal del Monte, al este con Lerma, al sur con Santa Inés, al suroeste con Villalmanzo y al oeste con Villamayor de los Montes.

## Geografía
Autovía del Norte A-1 de Madrid a Irún, salida en km. 209 a la carretera local BU-V-9013.

### Naturaleza
El término municipal de Torrecilla del Monte no es muy accidentado; se presenta un conjunto de colinas y collados de menor tamaño que no supera los 1000 metros de altura. Una de estas colinas, llamada El Encuentro (979 metros), es la altura máxima del municipio. Forma un suelo originado por un mar antiguo que cubría esta zona, dando la formación de margas debido a las presiones marinas y rocas calizas por restos de corales que dominaba la zona, todo datando del Mioceno. Por el centro del término municipal, atraviesa el río del Ángel, afluente del río Cubillo.
Dicho río crearía un valle abierto sobre el terreno calizo que predomina; formando materiales aluviales debido antiguas crecidas, datando del Cuartenario. 
Los inviernos en Torrecilla suele ser muy fríos y los veranos, muy suaves; y que suele llover en ocasiones. Predomina encinares, campos de cultivos y varias arboledas aisladas.

## Historia

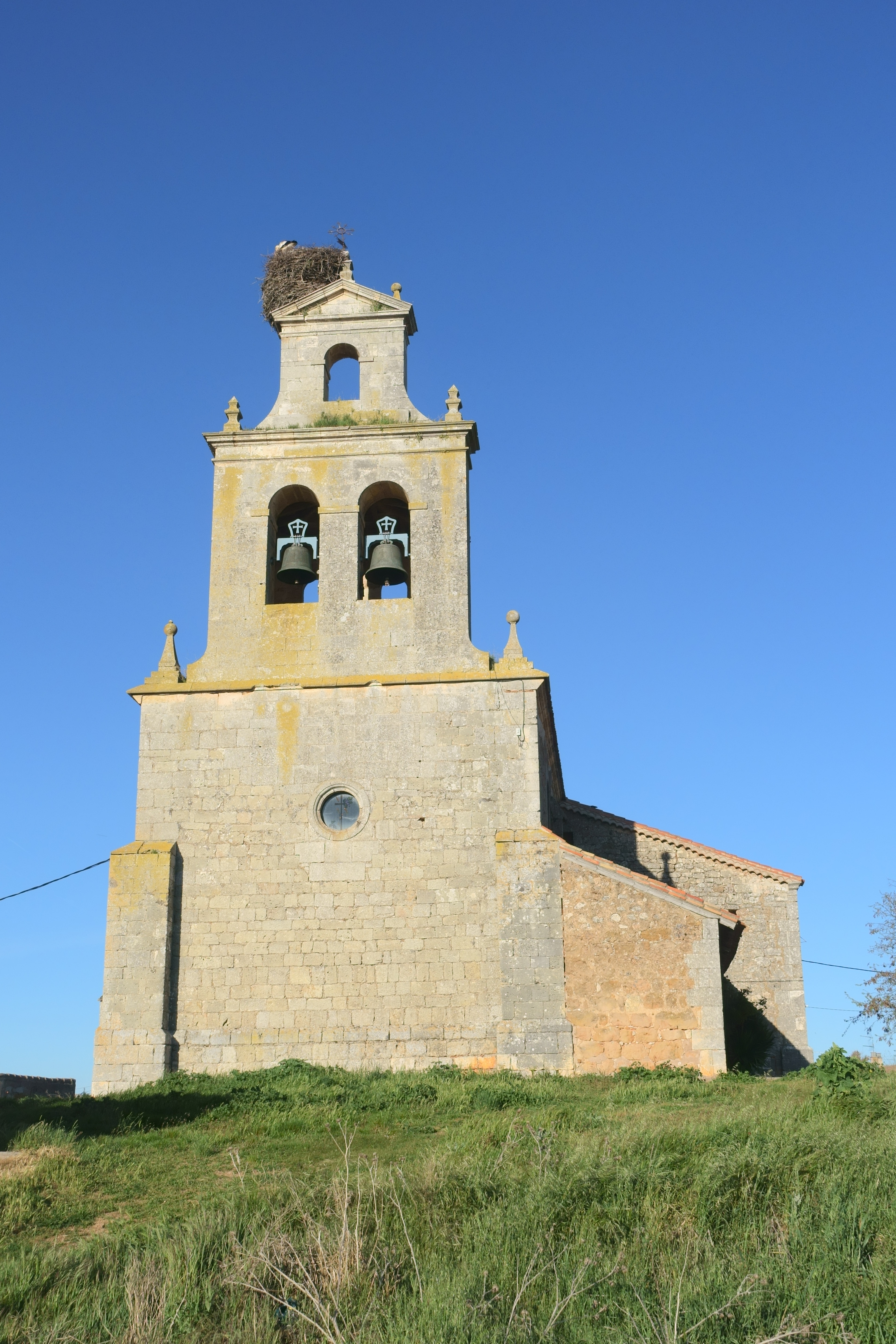
Iglesia de Santiago Apóstol

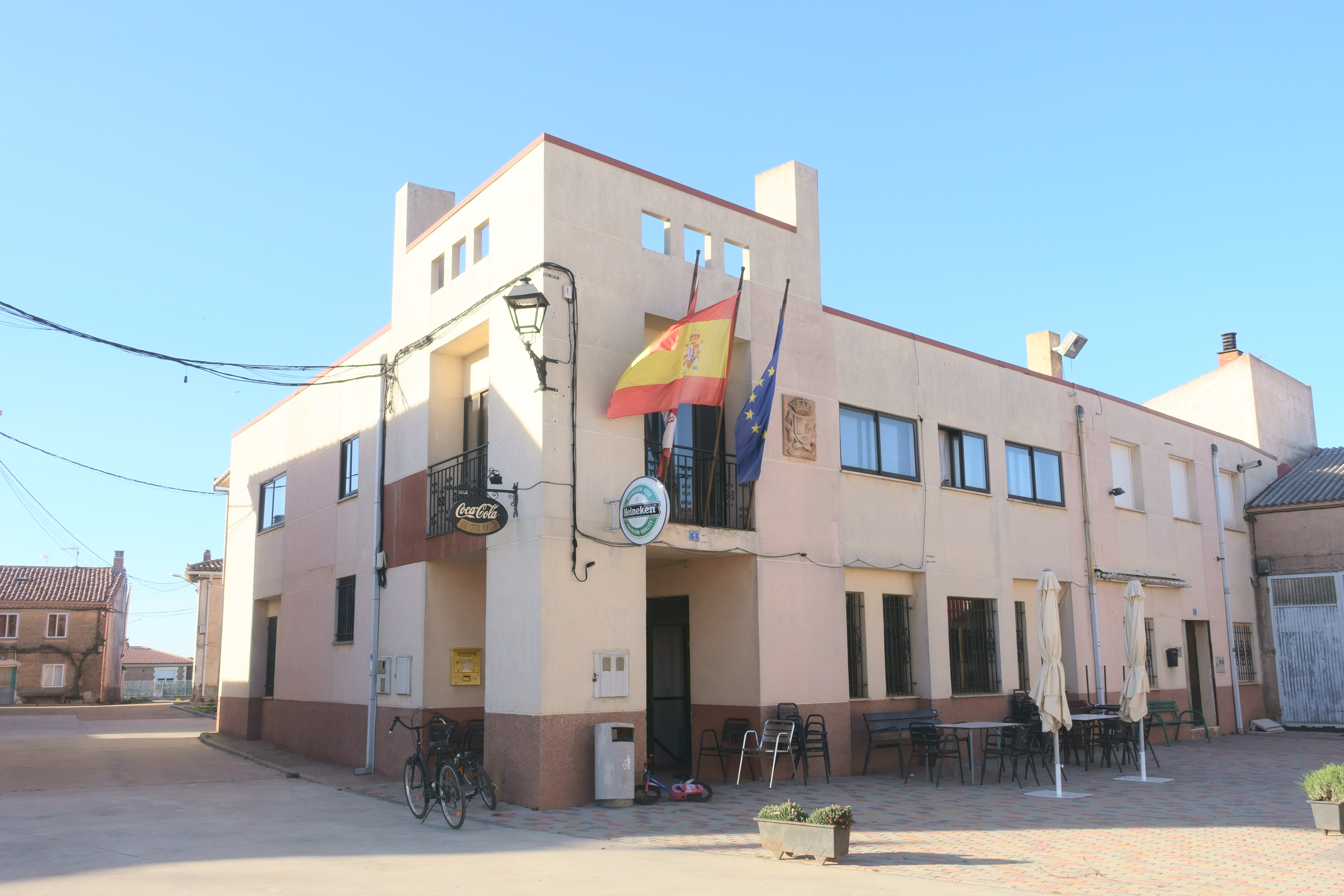
Casa consistorial

La entrada de Torrecilla del Monte en la historia de Castilla fue en los años finales del siglo IX o en los primeros del siglo X. El nombre delata un sentido militar ya que los responsables del condado, tras la fundación de la ciudad y el castillo de Burgos, querían cerrar cuanto antes la del río Arlanza como base para llegar al Duero. 
La coyuntura del momento era buena: había tregua con los musulmanes y desde Andalucía venían comunidades y pueblos enteros de mozárabes que fueron instalándose en la cuenca de este río. Así Mahamud, Zael, Retortillo, Torremoronta, Valeránica, Tordómar, etc. Para proteger a los repobladores se montó una cadena de fortalezas que comenzaba en Castrovido, en la sierra y se cerraba en Palenzuela pasando por Castroceniza, Covarrubias, Tordueles, Tordable, Tordómar, Villahoz, Escuderos, Torrecitores del Enebral, Torremoronta etc. Uno de esos puntos de defensa fue Torrecilla. 
Existe una confusión acerca del partido al que perteneció Torrecilla en su fundación. Pudo formar parte del Alfoz de Muñó o de Lerma. 
A Torrecilla del Monte se la apellida así por estar en el famoso monte de Valzalamio, que Muniadona madre del conde Fernán González donó al monasterio de San Pedro de Cardeña en el año 935. Era una enorme extensión de encinares y robledos en la que la abadía llegó a tener varios miles de ovejas. Todavía queda hoy el Bardal de Lerma con el que linda Torrecilla a cuya comunidad de pueblos propietarios pertenece ésta. La primera vez que aparece Torrecilla en un escrito es en el fuero de Lerma, en el que se alude a Torrecilla al señalar el ámbito del fuero de Lerma en 1148, siete de mayo, dado por el emperador Alfonso VII. Vuelve a aparecer su nombre en el monasterio de Santo Domingo de Silos en un documento de 1233. 
En el Libro de Préstamos de la diócesis de Burgos de 1255 aparece Torrecilla como perteneciente al arcedianato de Lara con el cargo de 24 maravedises, cantidad con la que en aquellos tiempos se podía formar un rebaño de 240 ovejas. No se sabe en qué momento ni por qué razón, si por donación del rey o por venta, la villa pasó al señorío de la Casa de Lerma. Tal traspaso no pudo suceder antes del reinado de los Reyes Católicos que es el tiempo en que la Casa, con título condal todavía, comenzó a formar el poderoso dominio que poseyó en las orillas del Arlanza. 
Para entonces ya se hallaban despoblados y anejados a Torrecilla los poblados de Cardeñuela de Valzalamio y de Hinojosa. 
En 1591 Torrecilla se encuentra en el partido de Lerma contando tal partido con 399 vecinos. En el siglo XVIII sigue en el señorío de Lerma. Es en este momento cuando prospera la venta de la villa junto al camino real de Madrid a Francia. En 1843 cuenta 148 habitantes. Existe una escuela rural cuyo maestro percibe 36 fanegas de cereal.

## Demografía
Torrecilla del Monte cuenta con una población de 79 habitantes (INE 2024).
| Gráfica de evolución demográfica de Torrecilla del Monte entre 1842 y 2021                                            |
| |
| Población de derecho según los censos de población del INE. Población de hecho según los censos de población del INE. |

Datos tomados del INE:
| 1991 |  | 1996 |  | 2001 |  | 2004 |  | 2016 |  | 2018 |  | 2020 |  | 2022 |
| ---- |  | ---- |  | ---- |  | ---- |  | ---- |  | ---- |  | ---- |  | ---- |
| 84   |  | 77   |  | 72   |  | 88   |  | 57   |  | 65   |  | 72   |  | 78   |

## Economía
Gracias a tener un suelo calizo; es un suelo bueno para cultivar cereales, vid y girasoles; y para la ganadería, las ovejas suelen ser los animales domésticos que más predominan estos parajes.

## Cultura

### Fiestas
Se celebran sus fiestas el 26 de junio en honor a San Pelayo, y los días 25 y 26 por Santiago y Santa Ana; estos últimos, patrones de su pueblo. En estas fiestas se celebran juegos, misas y procesiones.